# Neeva
Neeva war eine Suchmaschine, welche vom ehemaligen Google-Mitarbeiter, Sridhar Ramaswam und dem ehemaligen Vizepräsident der Monetarisierung von YouTube, Vivek Raghunathan im Jahr 2019 erschaffen wurde. Ab 2022 existierte eine deutschsprachige Version. Neeva verfügte über einen eigenen Such-Index, griff aber auch auf den des Konkurrenten Bing zurück. Die Suchmaschine Neeva wurde am 2. Juni 2023 abgeschaltet und hat sich nun Snowflake angeschlossen.

## Geschäftsmodell
Neeva versuchte die Kritik gegen das Tracking zu berücksichtigen. Zudem bot Neeva eine werbefreie Suchmaschine an, welche sich über ein Abo-Modell finanzierte. Es gab auch eine kostenfreie Version, bei der 50 Suchanfragen im Monat kostenlos waren. Danach sah man Werbung, die jedoch laut Neeva ohne Tracking gewesen sein soll.

## Features
Man konnte die Oberfläche (das „Dashboard“) der Suchmaschine individualisieren, zum Beispiel konnte das Layout eingestellt werden. Die Option „Sichere Suche“ zeigte ausschließlich jugendfreie Inhalte an. Man konnte auch Domains mit der lokalen Top-Level-Domain bevorzugen (in Deutschland Webseiten die auf .de enden) und ebenfalls nach älteren Artikeln suchen.
Neeva bot auch das Durchsuchen von einigen externen Konten, wie das eigene Dropbox- oder Microsoft-Konto (OneDrive, Outlook, Docs) als auch Google-Konten (Drive, Gmail, Kalender, Kontakte), an. Dies war auch in der kostenlosen Variante verfügbar.
Des Weiteren bot Neeva einige Browser-Plugins an, z. B. für Firefox, Chrome, Safari und Edge, sodass Neeva automatisch als Standard-Suchmaschine eingestellt wurde, und eines, welches zusätzlich noch Tracking auf Webseiten verhindern sollte. Ein weiteres neueres Feature war die „Selbstbestimmung“ bei der Suche nach einem bestimmten Begriff: falls der Benutzer mehr Inhalte zu einem ausgewählten Suchbegriff sehen wollte, klickte er einen entsprechenden Treffer an und wählt dann „Mehr davon“ aus.
Die „Cookie Cutter“-Extension für Chrome und Firefox lehnte Cookie-Anfragen in vielen Fällen automatisch ab.

### Premiumfeatures
Wenn man Neeva Premium abonnierte, erhielt man den Passwortmanager von Dashlane und LastPass sowie den VPN von Bitdefender.
Applikationen wie Slack, GitHub, Confluence, Jira, Notion und Figma ließen sich in die Suche aufnehmen. Das kostenpflichtige Abo konnte monatlich oder jährlich bezogen werden.